# Tsai Ing-wen
Tsai Ing-wen (în chineză: 蔡英文; în pinyin: Cài Yīngwén; n. 31 august 1956 la Zhongshan, Taipei) este un om politic din Taiwan.
În urma alegerilor din ianuarie 2016, a obținut funcția supremă în stat, fiind prima femeie președinte a acestei țări (funcție pe care o ocupă efectiv, începând cu 20 mai 2016).
Este a doua femeie șef de stat din Asia de Est, alături de Park Geun-hye, care a fost președinta Coreei de Sud.
A studiat dreptul la Universitatea Națională din Taiwan, apoi la Cornell University și la London School of Economics and Political Science.
Începând cu 1984  a activat ca profesoară la mai multe universități.
Din 1993 a ocupat diverse poziții în cadrul partidului Kuomintang.
În prezent deține funcția de lider al Partidului Democrat-Progresist din Taiwan.
În perioada ianuarie 2006 - mai 2007, a fost vicepreședinte al Chinei.
În timpul campaniei prezidențiale, a susținut următoarele reforme politice:
- reducerea șomajului în rândul tineretului prin încurajarea inițiativei antreprenoriale în cadrul acestei categorii sociale;
- reformarea instituției guvernamentale: asigurarea neutralității președintelui, înmulțirea circumscripțiiloe electorale, ameliorarea reprezentării proproționale;
- implementarea justiției tranziționale;
- îmbunătățirea relațiilor dintre China și Taiwan;
- legiferarea căsătoriei între persoane de același sex.

1. ↑  Tsai Ing wen, Encyclopædia Britannica Online, accesat în 9 octombrie 2017
2. ↑  Tsai Ing-wen, Brockhaus Enzyklopädie, accesat în 9 octombrie 2017
3. ↑  Tsai Ing-wen, Munzinger Personen, accesat în 9 octombrie 2017
4. ↑  Czech National Authority Database, accesat în 9 februarie 2023
5. ↑  蔡英文博論指導老師超大咖　英國政府顧問！比爾蓋茲曾發文悼念 (în chineză), ETtoday.net, 22 septembrie 2019, accesat în 22 septembrie 2019